# انتیگو (ویسکانسین)
انتیگو، ویسکانسین  (به انگلیسی: Antigo) شهری در شهرستان لانگلاد ایالت ویسکانسین است که در سال ۱۸۸۵ بنیان‌گذاری شده‌است. این شهر طبق سرشماری سال ۲۰۱۰ میلادی ۸٬۲۳۴ نفر جمعیت داشته‌است.

## نگارخانه

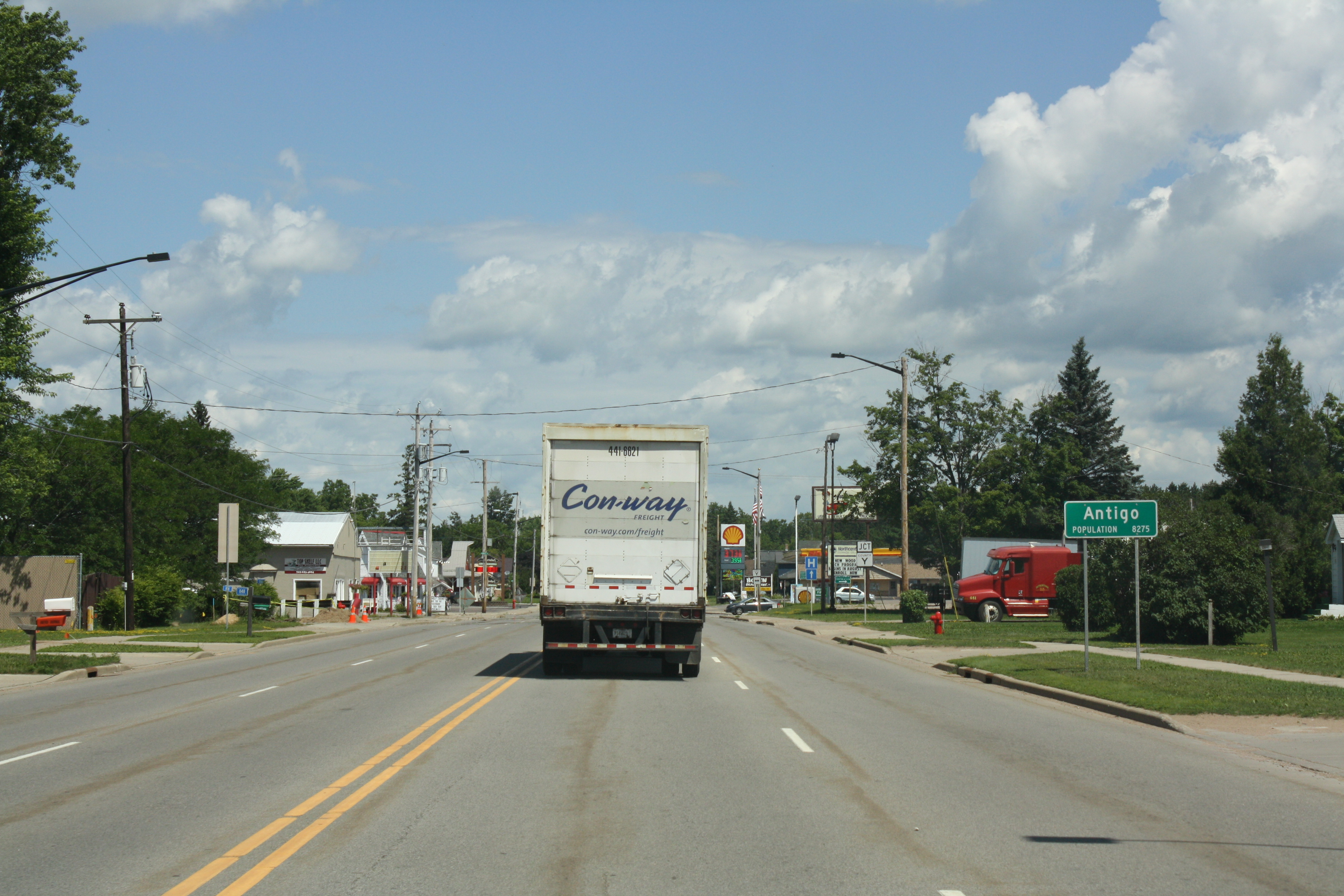